# Sonnyboy
Der Begriff Sonnyboy (['sʌnibɔi] aus dem Englischen sonny boy; Söhnchen, Junge) ist eine Koseform des Wortes son (englisch „Sohn“). Unter Sonnyboys versteht man sympathische, charmante junge Männer, die Fröhlichkeit und Gelassenheit ausstrahlen.
Die stellenweise aufzufindende falsche Schreibweise Sunnyboy mag darin begründet sein, dass man einem Sonnyboy ein sonniges Gemüt zuschreibt, wodurch sich eine falsche Assoziation mit dem englischen Wort sun für Sonne ergibt. Auch die gleiche Aussprache der beiden Wörter son und sun dürfte für diesen oft falschen Freund mitverantwortlich sein.
Laut der derzeit gültigen amtlichen deutschen Rechtschreibung ist nur die Schreibweise Sonnyboy zulässig.